# La Vengeance (nouvelle)
La Vengeance (en russe Месть, en anglais Revenge) est une nouvelle écrite par Vladimir Nabokov au début 1924 et publiée dans Русское эхо le 20 avril 1924. Aujourd'hui, ce récit figure dans le recueil La Vénitienne et autres nouvelles. La traduction française date de 1990.

## Résumé
Un vieux professeur de biologie a découvert une lettre de son épouse à son amant... Le professeur croit à l'infidélité avérée de son épouse. Mais il s'agit d'une méprise. En effet celle-ci, férue de spiritisme a pris en pitié un esprit qu'un médium affirme vivre dans leur maison. La jeune femme, qui craint terriblement son mari, écrit donc une lettre fictive à cet esprit pour le consoler de sa solitude. Malheureusement, son mari tombe sur la missive, qu'il tient pour authentique. Fou de jalousie, il décide de faire mourir sa femme le plus cruellement possible...
Il ramène donc d'un voyage à l'étranger un squelette de laboratoire qu'il glisse à sa place dans le lit conjugal dès son retour. Il recommande à sa femme de ne pas allumer la lumière quand elle viendra se coucher. Pendant la nuit, son épouse se pelotonne contre le sac d'os qu'elle croit être son mari... et meurt de terreur.

## Analyse
Selon le biographe de Nabokov, Brian Boyd, la nouvelle « s'inscrit, sans aucun progrès, dans la tradition de Boccace [...] ». Tout au plus pourra-t-on y voir une première apparition du thème de « la méprise », qui a traversé l'œuvre de l'écrivain.